# Indostola pulchella
Indostola pulchella is een keversoort uit de familie zwartlijven (Tenebrionidae). De wetenschappelijke naam van de soort is voor het eerst geldig gepubliceerd in 1991 door G. S. Medvedev.